# Melissa Purdy
Melissa Purdy es una deportista estadounidense que compitió en vela en la clase Yngling. Ganó una medalla de oro en el Campeonato Mundial de Yngling de 2003.

## Palmarés internacional
| \| Campeonato Mundial \| Campeonato Mundial \| Campeonato Mundial \| Campeonato Mundial \| \| Año \| Lugar \| Medalla \| Clase \| \| ------------------ \| ------------------ \| ------------------ \| ------------------ \| \| 2003 \| Cádiz (España) \| Medalla de oro \| Yngling \| |                |                |         |
| Campeonato Mundial |                |                |         |
| Año | Lugar          | Medalla        | Clase   |
| 2003 | Cádiz (España) | Medalla de oro | Yngling |